# Ludwig Christoph Heinrich Hölty
Ludwig Christoph Heinrich Hölty, oppure Ludwig Heinrich Christoph Hölty (Mariensee, 21 dicembre 1748 – Hannover, 1º settembre 1776), è stato un poeta tedesco.

## Biografia
Hölty effettuò il suo percorso di studi da uno zio insegnante, a causa della sua salute cagionevole che non gli consentì di vivere più di ventotto anni.
La sua carriera letteraria fu dunque brevissima ed i suoi lavori vennero pubblicati postumi.

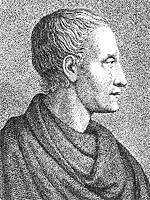
Ludwig Christoph Heinrich Hölty

Durante gli studi Hölty si entusiasmò per la cultura inglese e per quella classica, dalle quali colse l'ispirazione per le sue liriche d'esordio.
Una svolta nella sua esistenza l'ebbe quando, a Gottinga venne introdotto all'Almanacco delle Muse.
Dopo aver abbandonato il corso di Teologia, Hölty si appassionò per la letteratura germanica e si impegnò a farla rifiorire, allo stesso modo della mitologia germanica, della spiritualità e dell'amore per la natura.
Per realizzare questi obiettivi Hölty fondò, nel 1772, un movimento artistico-letterario denominato Göttinger Hain, che si valse della collaborazione di scrittori quali Johann Martin Miller e Heinrich Christian Boie.
Le liriche di Hölty si caratterizzarono per uno spirito sensibile, acuto e attento a descrivere gli elementi della natura, non alieno ad una nota triste che rievoca il destino dell'uomo e la caducità della vita, stemperata dalla serenità e dalla gioia della fede religiosa.
Le sue poesie più importanti furono Tanzt dem schönen Mai entgegen, Die Liebe, Mailied, Vaterlandslied; da citare la ballata Adelstan und Röschen.
Molti scritti di Hölty ricevettero una trasposizione musicale da parte di autorevoli compositori, quali Mozart, Beethoven, Schubert, Mendelssohn e Brahms.